# Diócesis de Sonsón-Rionegro
La diócesis de Sonsón-Rionegro (en latín: Dioecesis Sonsonensis-Rivi Nigri) es una circunscripción eclesiástica de la Iglesia católica en Colombia. Se trata de una diócesis latina, sufragánea de la arquidiócesis de Medellín. Desde el 2 de febrero de 2011 su obispo es Fidel León Cadavid Marín.

## Territorio y organización

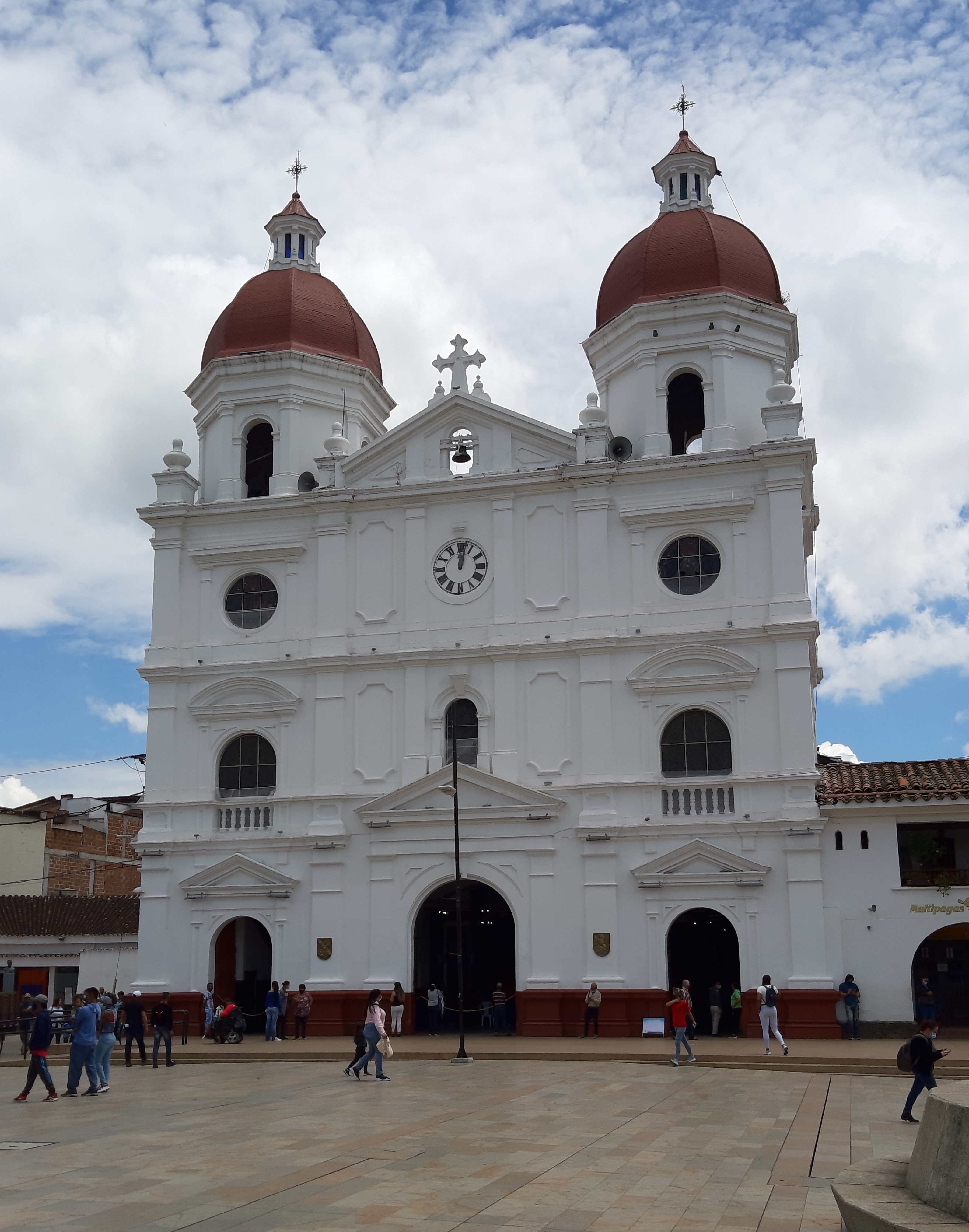
Concatedral de San Nicolás el Magno, en Rionegro

La diócesis tiene 7300 km² y extiende su jurisdicción sobre los fieles católicos de rito latino residentes en 22 municipios del departamento de Antioquia: Abejorral, Argelia, Cocorná, El Carmen de Viboral, El Peñol, El Retiro, El Santuario, Granada, Guarne, Guatapé, La Ceja, La Unión, Marinilla, Nariño, Rionegro, San Carlos, San Francisco, San Luis, San Rafael, San Vicente, Sonsón (excepto los corregimientos de La Danta y San Miguel que pertenecen a la diócesis de La Dorada-Guaduas). También forma parte de la diócesis el sector denominado Las Palmas del municipio de Envigado, mientras que el resto de este municipio pertenece a la arquidiócesis de Medellín. La diócesis cuenta con 72 parroquias, que comprenden 7300 km².

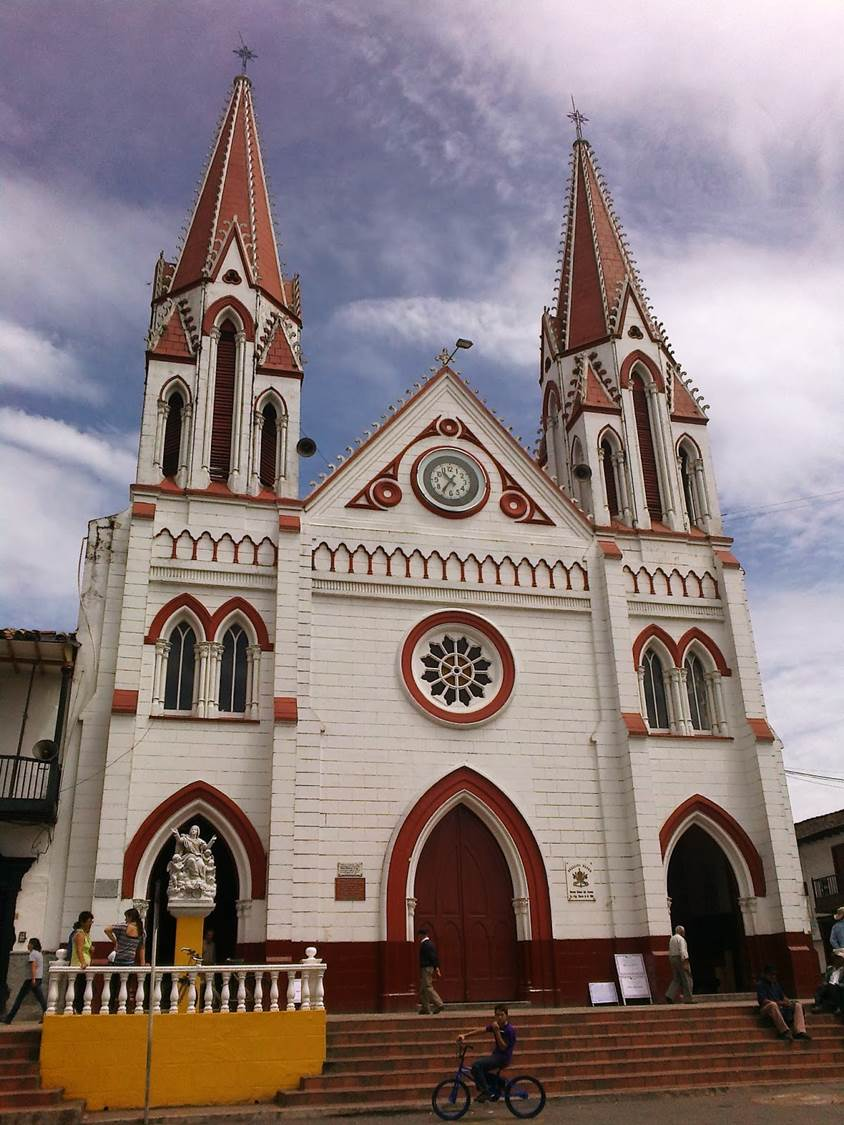
Basílica de Nuestra Señora del Carmen, en La Ceja

La jurisdicción diocesana se halla en la subregión Oriente de Antioquia y limita al norte con la diócesis de Girardota, al este con la diócesis de Barrancabermeja, al sureste con la diócesis de La Dorada-Guaduas, al suroeste con la arquidiócesis de Manizales, al oeste con la diócesis de Caldas y al noroeste con la arquidiócesis de Medellín.

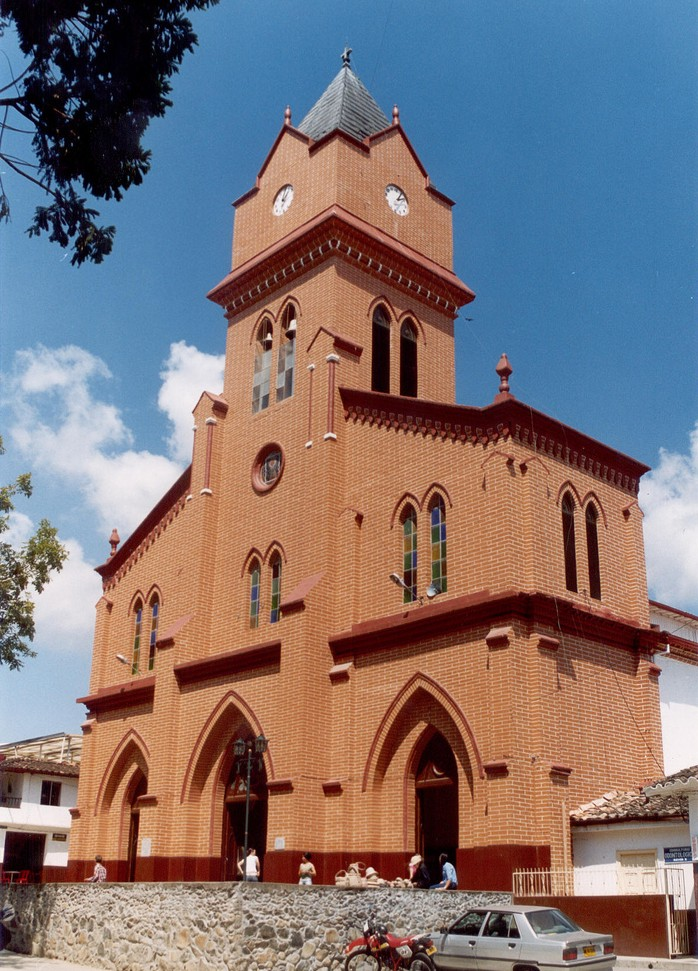
Basílica de San Judas Tadeo, en El Santuario

La sede de la diócesis se encuentra en la ciudad de Sonsón, en donde se halla la Catedral de Nuestra Señora de Chiquinquirá. En Rionegro se halla la Concatedral de San Nicolás el Magno. En el territorio de la diócesis existe dos basílicas menores: Nuestra Señora del Carmen, en La Ceja, y San Judas Tadeo, en El Santuario.
En 2021 en la diócesis existían 30 parroquias agrupadas en 7 vicarías.
Municipio de Abejorral
- Parroquia de Nuestra Señora del Carmen;
- Parroquia de Cristo Rey;
- Parroquia de Nuestra Señora del Perpetuo Socorro (corregimiento Pantanillo);
- Capilla de Nuestra Señora de los Dolores.

Municipio de Argelia de María
- Parroquia San Julián.

Municipio de Cocorná
- Parroquia la Inmaculada Concepción.

Municipio de El Carmen de Viboral
- Parroquia Nuestra Señora del Carmen;
- Parroquia San José;
- Parroquia María Reina de la Paz;
- Parroquia La Divina Eucaristía.

Municipio de El Peñol
- Parroquia Nuestra Señora de Chiquinquirá;
- Parroquia La Transfiguración del Señor.

Municipio de El Retiro
- Parroquia Nuestra Señora del Rosario;
- Parroquia del Sagrado Corazón de Jesús;
- Parroquia San José;
- Parroquia El Camino de Emaús

Municipio de El Santuario
- Parroquia Nuestra Señora de Chiquinquirá;
- Basílica menor de San Judas Tadeo;
- Parroquia El Señor de las Misericordias.

Municipio de Envigado
- Parroquia San Pío X (vereda Las Palmas).

Municipio de Granada
- Parroquia Santa Bárbara (templo parroquial y templo filial);
- Parroquia de Santa Ana (corregimiento de Santa Ana).

Municipio de Guarne
- Parroquia Nuestra Señora de la Candelaria;
- Parroquia Santa Ana;
- Parroquia San Antonio de Padua.

Municipio de Guatapé
- Parroquia Nuestra Señora del Carmen;
- Abadía de Santa María de la Epifanía.

Municipio de La Ceja
- Basílica menor de Nuestra Señora del Carmen;
- Parroquia Beato Fray Eugenio Ramírez Salazar;
- Parroquia El Divino Niño;
- Parroquia La Santa Cruz;
- Parroquia La Santísima Trinidad;
- Parroquia San Cayetano;
- Parroquia San José (corregimiento San José);
- Capilla de Nuestra Señora de Chiquinquirá.

Municipio de La Unión
- Parroquia Nuestra Señora de Las Mercedes;
- Parroquia la Inmaculada Concepción (corregimiento Mesopotamia);
- Capilla del Santo Sepulcro.

Municipio de Marinilla
- Parroquia Nuestra Señora de la Asunción;
- Parroquia María Auxiliadora;
- Parroquia la Sagrada Familia;
- Parroquia El Sagrado Corazón de Jesús;
- Parroquia San Juan Pablo II;
- Parroquia Santa Laura Montoya;
- Capilla de Jesús Nazareno.

Municipio de Nariño
- Parroquia Nuestra Señora de las Mercedes;
- Parroquia La Santa Cruz (corregimiento Puerto Venus).

Municipio de Rionegro
- Concatedral de San Nicolás el Magno;
- Parroquia San Antonio;
- Capilla San Francisco;
- Parroquia San Joaquín y Santa Ana;
- Parroquia Jesús Nazareno;
- Parroquia Cristo Sacerdote;
- Parroquia El Espíritu Santo;
- Parroquia la Divina Misericordia;
- Parroquia la Virgen Milagrosa;
- Parroquia Nuestra Señora de Chiquinquirá;
- Parroquia Nuestra Señora del Perpetuo Socorro;
- Parroquia la Presentación;
- Parroquia la Santísima Trinidad;
- Parroquia San Juan Bosco;
- Parroquia María Madre de Dios.

Municipio de San Carlos
- Parroquia Nuestra Señora de los Dolores;
- Parroquia San Juan Bautista (corregimiento El Jordán);
- Parroquia Nuestra Señora del Carmen (corregimiento Samaná).

Municipio de San Francisco
- Parroquia San Francisco de Asís;
- Parroquia Nuestra Señora del Carmen (corregimiento Aquitania).

Municipio de San Luis
- Parroquia San Luis Gonzaga;
- Parroquia la Sagrada Eucaristía (corregimiento El Prodigio).

Municipio de San Rafael
- Parroquia de San Rafael Arcángel.

Municipio de San Vicente Ferrer
- Parroquia San Vicente Ferrer;
- Iglesia de Santa María Inmaculada.

Municipio de Sonsón
- Catedral de Nuestra Señora de Chiquinquirá de Sonsón;
- Parroquia Nuestra Señora del Carmen;
- Parroquia San José;
- Santuario diocesano de Nuestra Señora de Valvanera;
- Capilla de San Rafael;
- Capilla del Sagrado Corazón de Jesús.

### Curia diocesana

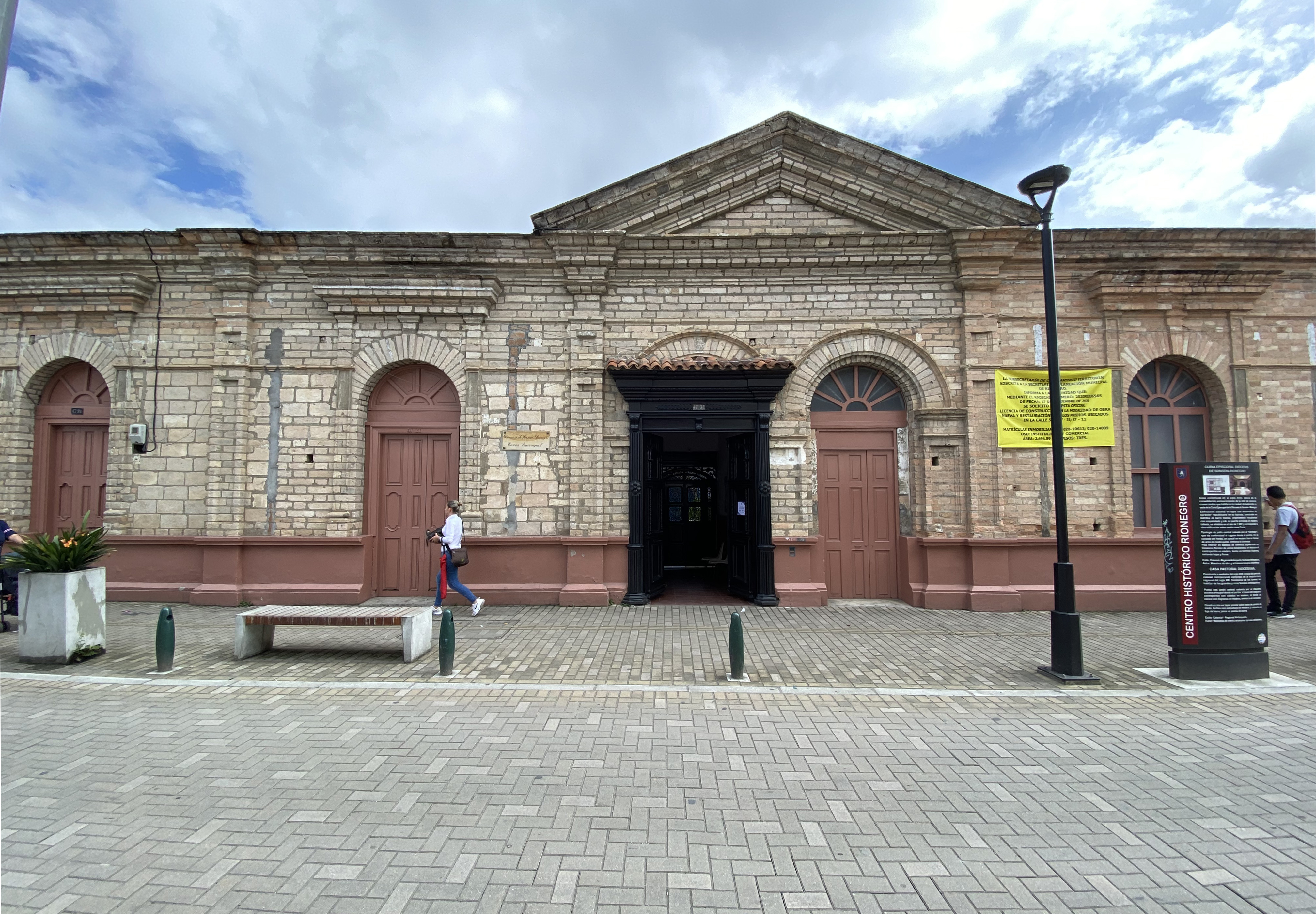
Curia episcopal de la diócesis en el centro del municipio de Rionegro

Con el fin de apoyar al prelado diocesano en las diferentes iniciativas de la diócesis, existe la vicaría de Pastoral Administrativa, que se encarga del funcionamiento financiero y económico del territorio eclesial

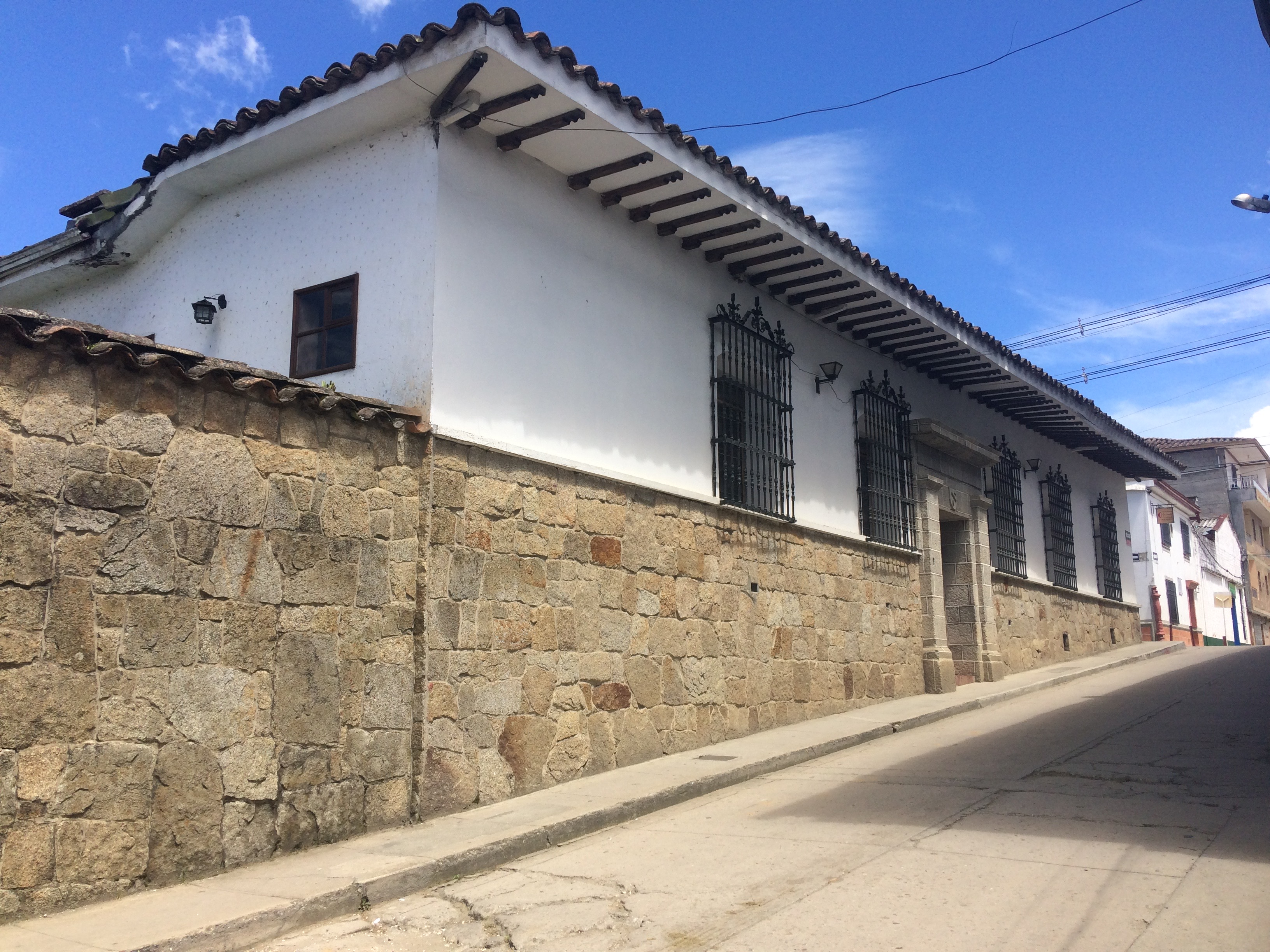
Palacio Episcopal de Sonsón, residencia oficial del obispo de la diócesis; la habitual se encuentra en el municipio de La Ceja

La vicaría de Pastoral vigila el funcionamiento de las áreas de trabajo de la diócesis, consistentes en tres áreas pastorales:
Área de Vocaciones
- Delegación de Ministros Ordenados;
- Delegación de Diaconado Permanente;
- Delegación de Pastoral Vocacional;
- Delegación de Vida Consagrada.

Área de Evangelización
- Delegación de Familia (infancia, juventud y esposos);
- Delegación de Catequesis (iniciación cristiana, prematrimonial y adultos);
- Delegación de Cultura (pastoral educativa, universitaria y con profesionales);
- Delegación de Fieles Laicos (grupos, asociaciones y movimientos eclesiales);
- Dimensiones (litúrgica, bíblica, piedad popular y mariana);
- Animación misionera.

Área de Pastoral Social
- Delegación de Promoción Humana;
- Delegación de Acción Caritativa;
- Vida, Justicia y Paz.

### Simbología diocesana
Escudo
En 1957, a la recién creada diócesis, el obispo Uribe Urdaneta la dotó con un escudo de forma española, dividido en dos cuarteles en horizontal por el perfil de varias conchas en un patrón cóncavo-convexo; en la parte superior presentaba una flor en vista superior con sus pétalos abiertos, y en la inferior la fachada de la iglesia catedral, ambas en el centro de sus respectivos campos; el todo timbrado por una mitra ornamentada con motivos geométricos.
El segundo escudo fue promulgado por Alfredo Rubio Díaz hacia 1961; se mantuvo el blasón español, dividiéndose verticalmente en dos cuarteles, el izquierdo mostraba en la parte superior tres rosas dispuestas en triángulo, y en la parte inferior de este cuartel la fachada de la iglesia catedral. En el izquierdo, las armas episcopales de Alberto Uribe Urdaneta, dividido el cuartel por una cinta en diagonal desde el extremo izquierdo hasta el derecho; en la parte superior una cruz potenzada, en la inferior una torre almenada, y dentro de la cinta tres flores, una al centro y las dos a sus lados. El todo atravesado por una cruz, y por base la divisa «Christo in Ecclesia»
El actual escudo fue definido en la plenitud de sus características mediante decreto 009 del 28 de febrero de 2013, expedido por Fidel León Cadavid; dada la escasa claridad sobre su adecuada representación a lo largo de su existencia. Está constituido por una Cruz de sable negra que atraviesa el todo, blasón de perfil español dividido por una cinta en diagonal de izquierda a derecha; El campo superior muestra la fachada de la antigua Iglesia Catedral y la inferior un león rampante mirando a la siniestra. La cinta muestra en su centro una estrella de 8 puntas y dos lises a cada lado. De base el escudo lleva la divisa «Diócesis de Sonsón - Rionegro».

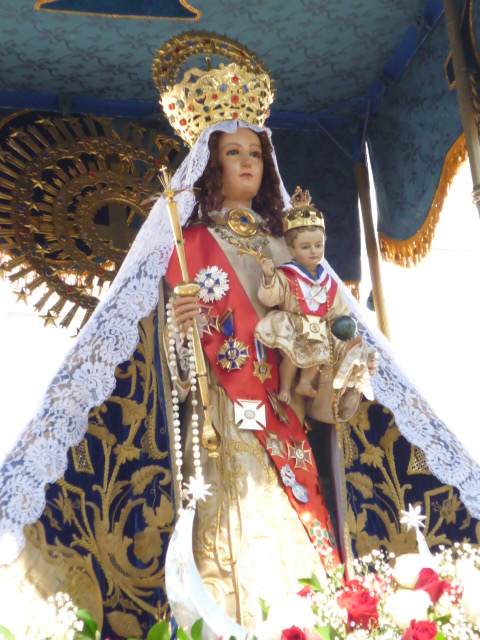
Nuestra Señora del Rosario de Arma, patrona de la diócesis

| Diócesis de Sonsón (1957-1968) | Diócesis de Sonsón (1957-1968) | Diócesis de Sonsón-Rionegro (1968-)       |
| ------------------------------ | ------------------------------ | ----------------------------------------- |
|                                |                                |                                           |
| Primer escudo (1957-1961).     | Segundo escudo (1961-1968).    | Tercer escudo (1968-) (regulado en 2013). |

### Patrona de la diócesis
El 16 de marzo de 1766 el gobernador de la provincia de Antioquia y el virrey de la Nueva Granada, persuadidos por el Pbro. José Joaquín González, solicitaron a la Corona española el traslado de los títulos y privilegios de la ciudad de Santiago de Arma (actual Arma Viejo) a la población de Rionegro. El soberano español acogió la solicitud hecha y de este modo la imagen de Nuestra Señora del Rosario de Arma, donada por el rey Felipe II, llegó a la nueva ciudad de Rionegro en septiembre de 1783.
A mediados de 1958 Alberto Uribe Urdaneta elevó a la Santa Sede la solicitud de coronación canónica de la venerada imagen, y en consideración a dicha petición y al fervor de los habitantes de Rionegro, se otorgó tal honor, encargándose al obispo diocesano su ejecución.

### Himno
La diócesis cuenta también con un himno oficial titulado «Como pueblo elegido», cuyo coro recita:
Como pueblo de Dios elegido,
como Iglesia en fraterna unidad,
nuestra marcha de fe busca el Reino:
paz y vida, justicia y verdad. 

## Historia

### Movimiento pro diócesis de Sonsón

#### Primer movimiento
Desde 1903 Sonsón aspiró a ser sede episcopal. Ese año, fue integrada en dicha ciudad una junta cívica, con el propósito de conseguir que esta fuera constituida en capital de diócesis. Esta junta estaba integrada por Joaquín Restrepo Isaza, Marco Tulio Jaramillo, Patricio Cadavid, Gonzalo Uribe Villegas (quien luego sería ordenado sacerdote), Hermenegildo Botero y Justiniano Maya.
Los nombrados se dirigieron al presidente de la República, José Manuel Marroquín, solicitándole su colaboración. El mandatario acogió con agrado la idea y trasladó la documentación enviada a la Dirección Apostólica. Sin embargo, el arzobispo de Medellín, Joaquín Pardo Vergara, previendo que en la nueva diócesis quedarían incluidas la mayoría de poblaciones del oriente antioqueño, que conformaban la base económica y levítica de la arquidiócesis, se opuso abiertamente a las pretensiones del movimiento, y así lo manifestó a la delegación apostólica, frenando la iniciativa. La postura de Pardo fue ratificada por Manuel José Cayzedo; iniciativa que solicitaba, entre otros, el territorio de Aguadas, Pácora, Arma, Pensilvania, Samaná y Florencia. En aquellos tiempos se justificó la negativa a la erección con base en la carencia de un edificio apto para seminario, el estado incipiente de las obras del templo de granito y la ausencia de un palacio que sirviera como residencia episcopal.

#### Segundo movimiento
El 2 de febrero de 1953 Juan Álvarez Restrepo y Jesús Isaza Londoño constituyeron juntos un nuevo comité pro diócesis de Sonsón; solicitaron entonces audiencia al nuncio apostólico, Antonio Samoré, y trataron de vincularlo al viejo anhelo sonsonés. El diplomático prometió estudiar la causa y les solicitó total reserva periodística. Fueron constituidos entonces los comités de promoción en Bogotá, Medellín y Sonsón y se allegó nueva documentación. No obstante, pocos días después, Samoré fue reubicado en un alto cargo de la Secretaría de Estado del Vaticano.
El 21 de junio de 1954, Jesús Isaza Londoño y su esposa, visitaron personalmente en Roma a Samoré para tratar de mantenerlo interesado en el proyecto. Entre tanto, fue constituida una nueva junta para el movimiento, integrada por Félix Uribe Arango, Germán Botero Álvarez, Alfredo Correa Henao, José Jaramillo Restrepo, Clímaco Álvarez Isaza, Buenaventura Pérez, Gustavo Botero Uribe, Valerio y Jesús Isaza Londoño entre otros ciudadanos. La junta procedió a comunicar su propósito al nuevo nuncio apostólico en Colombia, Paolo Bértoli, y al sonsoneño Bernardo Botero Álvarez, obispo de Santa Marta.
Durante 1956 se enviaron numerosos memoriales a la nunciatura apostólica, y en septiembre del mismo año se logró interesar en favor de la causa diocesana a un destacado grupo de obispos vinculados a Sonsón, entre ellos Baltasar Álvarez Restrepo, Arturo Duque Villegas, Tulio Botero Salazar, Francisco Gallego Pérez, Pedro José Rivera Mejía, Rubén Isaza Restrepo, Bernardo Arango Henao y Alberto Uribe Urdaneta, así como al prefecto apostólico de Tierradentro, Pbro. Enrique Vallejo. Su intervención resultó decisiva en la causa de la erección de la diócesis. Del mismo modo, en Bogotá alentaron la iniciativa los hermanos Antonio y Juan Álvarez Restrepo, y el Pbro. Juan Jaramillo Arango.

### Erección de la diócesis de Sonsón

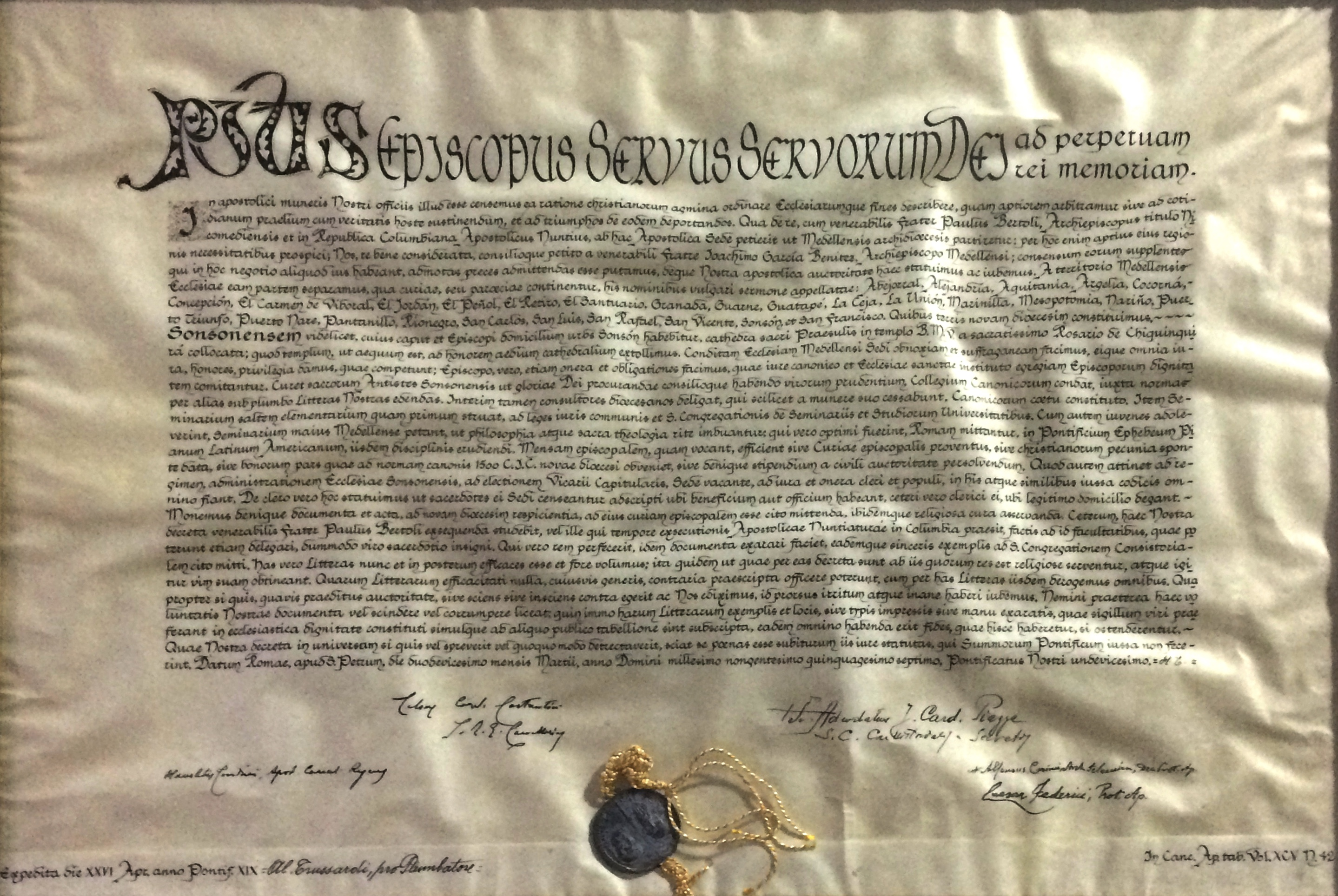
Bula «In apostolici muneris», exhibida en el Museo de Arte Religioso de Sonsón

Tras las intensas gestiones por parte de sonsoneses y amigos de la ciudad para convertirla en capital diocesana, el 18 de marzo de 1957 mediante la bula In Apostolici Muneris del papa Pío XII fue erigida la diócesis de Sonsón, desmembrando la región suroriental de la arquidiócesis de Medellín, elevando al rango de catedral a la iglesia de Nuestra Señora de Chiquinquirá. La noticia fue recibida el 19 de mayo, y fue designado como primer obispo, Alberto Uribe Urdaneta, descendiente de una influyente familia local. En ese momento Uribe era obispo auxiliar de Manizales.
Sin embargo, el nombramiento de Sonsón resultó de difícil obtención. Rionegro lideró su iniciativa en la persona de Buenaventura Jáuregui, y en el municipio de La Ceja se trabajó también por la capitalidad.

#### Inauguración de la diócesis

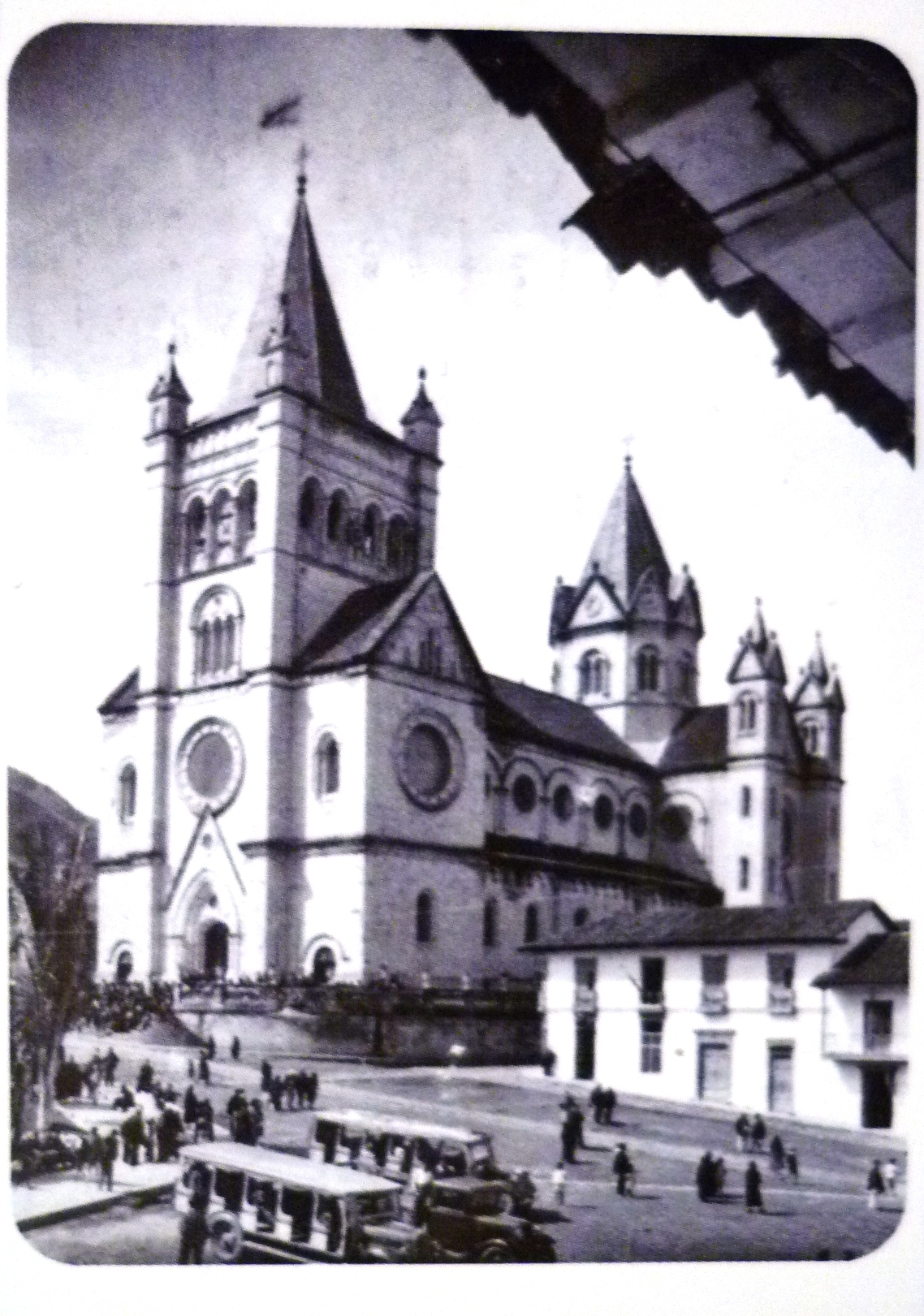
Antigua Catedral de Sonsón

Tras conocer la noticia de la erección de la sede sonsonesa, se fijó el 16 de junio como fecha para la inauguración y toma de posesión del primer obispo, Alberto Uribe Urdaneta. Con anterioridad se convocó una reunión del clero en el Aspirantado Salesiano de La Ceja y en ella se acordaron los detalles de la solemnidad.
El sábado 15 de junio comenzaron a llegar las primeras personalidades que concurrieron a la inauguración, entre ellos, el cardenal arzobispo de Bogotá, Crisanto Luque Sánchez; su secretario, Arturo Franco Arango, el expresidente de la República, Roberto Urdaneta Arbeláez, tío del Prelado, y el entonces recién nombrado ministro de Hacienda, Antonio Álvarez Restrepo. Las personalidades, llegadas de la capital de la República, fueron recibidas en el campo de aviación de Medellín por el gobernador de Antioquia, general Pioquinto Rengifo, el alcalde de Medellín, José Gutiérrez Gómez, y el comandante de la IV Brigada, general Castro Bejarano. Los viajeros se dirigieron inmediatamente a Sonsón por vía terrestre. Con la comitiva viajó el periodista Alfonso Londoño Martínez, enviado por El Colombiano para cubrir el evento. En las horas siguientes llegaron otros muchos prelados y personalidades para presenciar la ceremonia.
En las primeras horas de la mañana del domingo 16, desfilaron solemnemente hacia la nueva catedral las personalidades y fuerzas vivas del municipio. 
La ceremonia comenzó con una lectura del encargado de negocios de la Santa Sede, en reemplazo del nuncio apostólico que se encontraba en Roma en aquel momento. El encargado leyó la bula papal; acto seguido, el cardenal Luque, investido de la autorización para hacerlo, tomó posesión del nuevo obispo llevándolo del brazo a la cátedra episcopal.
Con el fin de servir de residencia al prelado, la Sociedad de Mejoras Públicas adquirió con el producido de las Fiestas del Maíz, la antigua residencia de Aurelio Gutiérrez, que el obispo se encargó de decorar adecuadamente y de acomodar a las necesidades de su cargo.

#### Primeras labores diocesanas
Para empezar, Uribe Urdaneta nombró como vicario general al pbro. Alfonso Uribe Jaramillo, y cancilleres episcopales a los pbros. Ramón Elías Botero, para la zona sur, y Saúl Betancur, para la oriental. Entre las primeras tareas diocesanas emprendidas por el obispo estuvo la creación del arciprestazgo de Sonsón (con las parroquias de Nariño, Argelia y Puerto Triunfo); la creación de un fondo para la atención de sacerdotes inválidos y ancianos; la admisión de varias comunidades religiosas y la creación y construcción del Seminario Menor. El 19 de abril de 1958 fue solemnemente consagrada la Catedral por el nuncio apostólico, Paolo Bértoli.
El 28 de noviembre de 1958, con la carta apostólica Inditam Dei Genetricem, el papa Pío XII proclamó a la Santísima Virgen María del Santísimo Rosario de Arma como patrona principal de la diócesis. Fue coronada canónicamente por Uribe Urdaneta.
En 1959 Uribe Urdaneta estableció un seminario nacional para vocaciones adultas, dedicado a Cristo Sacerdote, del cual se encargó a Alfonso Uribe Jaramillo; al año siguiente se inició la actividad del seminario diocesano, dedicado a san Alberto Magno.
En los primeros días de diciembre de 1960 se notificó del traslado del primer obispo diocesano a la sede de Cali, quedando Uribe como administrador apostólico entre tanto se nombraba el reemplazo definitivo. El 12 de febrero de 1961 se hizo público el nombramiento de Alfredo Rubio Díaz en la sede local. Se fijó como día de su posesión el 23 de abril. Para la ceremonia, llegaron desde el día 22 del mismo mes el nuncio apostólico, José Paupini, y un grupo de obispos de diversas regiones del país.

### Avería, demolición y reconstrucción de la catedral

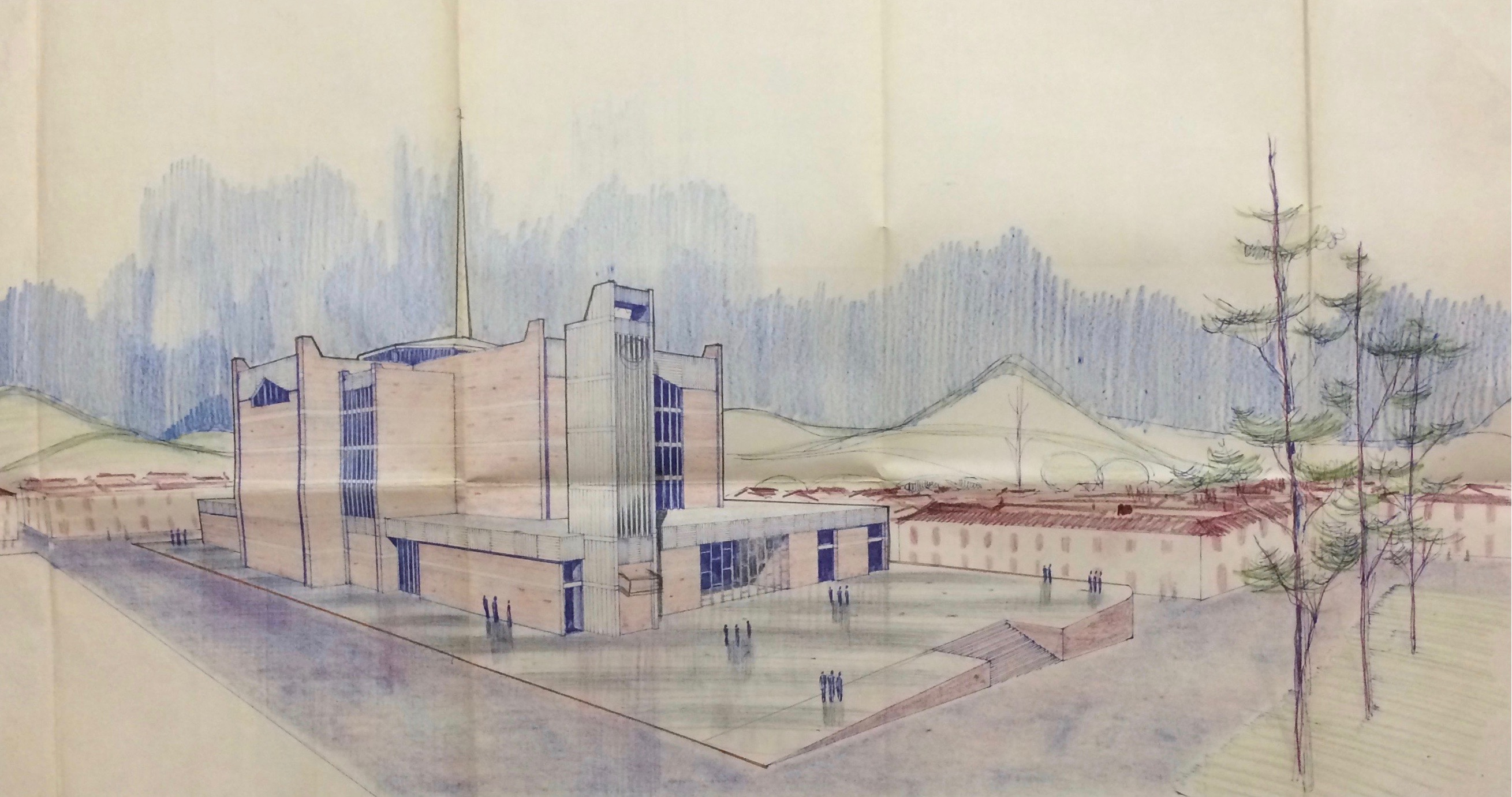
Imaginario del proyecto ganador para la nueva catedral (1964)

El martes 20 de diciembre de 1961, a las 8:29 a. m., precisamente durante la celebración de la Eucaristía en la Catedral, se presentó un severo movimiento telúrico que causó enorme pánico entre los ciudadanos y los fieles que se encontraban en misa en el templo. Algunas personas salieron rápidamente del edificio y murieron a causa del desprendimiento de las piedras de las torrecillas. El lunes 30 de julio de 1962, a las 12:36 p. m., un nuevo movimiento telúrico sacudió la ciudad provocando el desplome del ábside y la destrucción del retablo de mármol del altar. Los estudios técnicos posteriores determinaron que era necesario demoler las ruinas de la catedral.
A finales de 1964 fue designada por el obispo una junta prorreconstrucción, y en 1965, tras completar la demolición del antiguo templo y compactar el terreno, Rubio aprobó el proyecto de catedral presentado por los arquitectos Hernando Botero, Eduardo Vásquez y Fernando Isaza.
El 27 de octubre de 1962 cedió una porción de su territorio para la erección de la diócesis de Barrancabermeja mediante la bula Divina Christi verba del papa Juan XXIII.

### Reforma de la diócesis

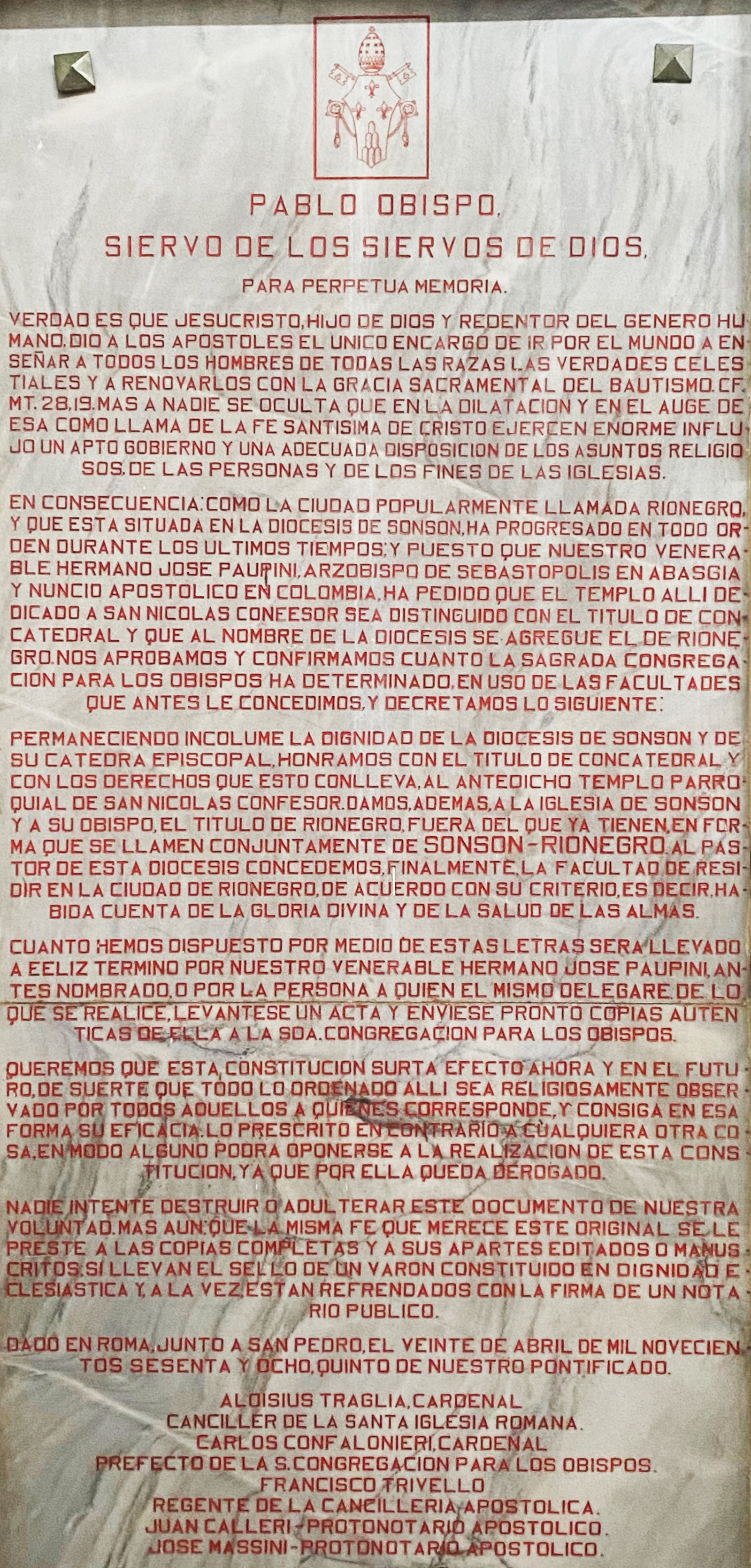
Reproducción de la bula «Quam Apostoli» exhibida en la Concatedral de Rionegro

En 1968 Rubio Díaz fue designado arzobispo de Nueva Pamplona. Para su reemplazo la Santa Sede nombró a Alfonso Uribe Jaramillo, quien fuera anteriormente rector del Seminario Nacional de Cristo Sacerdote. Con la designación del nuevo prelado, casi en simultáneo, por medio de la bula Quamquam Apostoli el papa Pablo VI elevó al Santuario de Rionegro al rango de concatedral, autorizó al obispo a residir en dicha ciudad y modificó el nombre de la sede, llamándose en adelante diócesis de Sonsón-Rionegro. Uribe Jaramillo se posesionó en Sonsón el 21 de junio, y luego en Rionegro el 27 de ese mismo mes.
Durante su episcopado se promovió la creación de nuevos seminarios; el de Cristo Sacerdote en Sonsón (que después sería trasladado a Yarumal) y el Seminario Misionero del Espíritu Santo en La Ceja. En 1981 fundó el Seminario Diocesano Nuestra Señora en Marinilla; además de varias asociaciones sacerdotales y comunidades religiosas femeninas. En su mandato se erigieron numerosas parroquias. El 11 de febrero de 1982 se creó la Universidad Católica de Oriente con sede en Rionegro, si bien recién fue reconocida como institución universitaria por el Ministerio de Educación Nacional el 5 de junio de 1993. En 1986 se nombró como obispo auxiliar a Óscar Ángel Bernal, posteriormente nombrado en la naciente diócesis de Girardota, erigida el 18 de junio de 1888 mediante la bula Qui peculiari del papa Juan Pablo II con territorio desmembrado de las diócesis de Sonsón-Rionegro y Barrancabermeja, y la arquidiócesis de Medellín. 
Alfonso Uribe Jaramillo, por su parte, renunció al cargo en 1993, misma que fue aceptada el mismo año por el papa Juan Pablo II. Como sucesor de designó a Flavio Calle Zapata, quien era obispo-prelado del Alto Sinú y San Jorge. Calle tomó posesión de su cargo el 9 de marzo en Rionegro, y en Sonsón al día siguiente. El nuevo obispo continuó la obra de su antecesor y abrió centros misioneros, extendiendo la misión pastoral a Bangladés, Mozambique y Gabón; realizó varias reformas a la Universidad Católica de Oriente y creó el Colegio Monseñor Alfonso Uribe Jaramillo. Conforme pasó el tiempo, las FARC y el ELN tomaron el control de gran parte del oriente antioqueño. El obispo intentó menguar el efecto de los subversivos impulsando diversos programas de educación y no violencia en la diócesis, además de fortalecer la pastoral social. El 10 de enero de 2003 Calle fue nombrado arzobispo de Ibagué; para su reemplazo, Juan Pablo II nombró al entonces pbro. Ricardo Tobón Restrepo, recibiendo su preconización el 14 de junio de 2002. El 25 de abril, Tobón tomó posesión en Rionegro, y al día siguiente en Sonsón. Su mandato correspondió a un período de significativa disminución de la criminalidad y de presencia terrorista en el oriente del departamento. El 16 de febrero de 2010 el papa Benedicto XVI lo promovió al cargo de arzobispo de Medellín, quedando como administrador apostólico en tanto se proveía la sucesión.
El actual obispo diocesano, Fidel León Cadavid Marín, fue nombrado por Benedicto XVI el 2 de febrero de 2011; tomando posesión de su cargo el 18 de marzo de ese año en Rionegro, y al día siguiente en Sonsón. Antes de ocupar su actual cargo se desempeñaba como obispo de Quibdó.

## Estadísticas
Según el Anuario Pontificio 2023 la diócesis tenía a fines de 2022 un total de 557 930 fieles bautizados.
| Año                                                                             | Población            | Población | Población      | Sacerdotes | Sacerdotes    | Sacerdotes    | Bautizados por sacerdote | Diáconos permanentes | Religiosos | Religiosos | Parroquias |
| Año                                                                             | Bautizados católicos | Total     | % de católicos | Total      | Clero secular | Clero regular | Bautizados por sacerdote | Diáconos permanentes | Varones    | Mujeres    | Parroquias |
| ------------------------------------------------------------------------------- | -------------------- | --------- | -------------- | ---------- | ------------- | ------------- | ------------------------ | -------------------- | ---------- | ---------- | ---------- |
| 1966                                                                            | 350 000              | 350 000   | 100.0          | 153        | 113           | 40            | 2287                     |                      |            |            | 29         |
| 1970                                                                            | 390 000              | 390 000   | 100.0          | 144        | 119           | 25            | 2708                     |                      | 41         | 484        | 33         |
| 1976                                                                            | 400 900              | 400 900   | 100.0          | 126        | 106           | 20            | 3181                     | 4                    | 64         | 395        | 37         |
| 1980                                                                            | 419 600              | 428 200   | 98.0           | 147        | 112           | 35            | 2854                     |                      | 90         | 476        | 39         |
| 1990                                                                            | 576 000              | 594 000   | 97.0           | 185        | 166           | 19            | 3113                     |                      | 60         | 542        | 41         |
| 1999                                                                            | 716 000              | 739 000   | 96.9           | 239        | 212           | 27            | 2995                     |                      | 54         | 642        | 52         |
| 2000                                                                            | 716 000              | 739 000   | 96.9           | 249        | 222           | 27            | 2875                     |                      | 54         | 642        | 52         |
| 2001                                                                            | 716 000              | 739 000   | 96.9           | 259        | 232           | 27            | 2764                     |                      | 54         | 642        | 52         |
| 2002                                                                            | 698 000              | 735 000   | 95.0           | 226        | 202           | 24            | 3088                     |                      | 57         | 661        | 56         |
| 2003                                                                            | 550 000              | 565 000   | 97.3           | 230        | 198           | 32            | 2391                     |                      | 89         | 670        | 56         |
| 2004                                                                            | 550 000              | 565 000   | 97.3           | 252        | 220           | 32            | 2182                     |                      | 82         | 670        | 56         |
| 2010                                                                            | 602 000              | 608 000   | 99.0           | 284        | 249           | 35            | 2119                     |                      | 110        | 578        | 65         |
| 2014                                                                            | 630 000              | 636 000   | 99.1           | 298        | 267           | 31            | 2114                     |                      | 117        | 578        | 66         |
| 2017                                                                            | 558 300              | 593 800   | 94.0           | 305        | 281           | 24            | 1830                     | 1                    | 131        | 440        | 68         |
| 2020                                                                            | 540 500              | 578 585   | 93.4           | 367        | 329           | 38            | 1472                     | 6                    | 109        | 569        | 69         |
| 2022                                                                            | 557 930              | 597 244   | 93.4           | 407        | 361           | 46            | 1370                     | 10                   | 116        | 346        | 71         |
| Fuente: Catholic-Hierarchy, que a su vez toma los datos del Anuario Pontificio. |                      |           |                |            |               |               |                          |                      |            |            |            |

## Episcopologio
| Imagen | Nombre                         | Desde                         | Hasta                 | Destino                               |
|        | Alberto Uribe Urdaneta †       | 18 de marzo de 1957           | 13 de julio de 1960   | Nombrado obispo de Cali.              |
|        | Alfredo Rubio Díaz †           | 12 de febrero de 1961         | 27 de marzo de 1968   | Nombrado arzobispo de Nueva Pamplona. |
|        | Alfonso Uribe Jaramillo †      | 6 de abril de 1968            | 16 de julio de 1993   | Falleció.                             |
|        | Flavio Calle Zapata            | 16 de febrero de 1993         | 10 de enero de 2003   | Nombrado arzobispo de Ibagué.         |
|        | Ricardo Antonio Tobón Restrepo | 25 de abril de 2003           | 16 de febrero de 2010 | Nombrado arzobispo de Medellín.       |
|        | Fidel León Cadavid Marín       | Desde el 2 de febrero de 2011 | –                     |                                       |